# Robert IV d'Alençon
Robert IV d'Alençon fou nominal comte d'Alençon, fill pòstum de Robert III d'Alençon.
A la mort de Robert III el comtat va passar per compra dels drets a les dues comtesses hereves (Alix i Èlia) a la corona francesa, però llavors va néixer pòstumament un fill mascle, Robert IV, que tenia dret a la successió, però va morir a finals de 1119 i el gener de 1220 la corona va incorporar finalment el contat recomprant els drets a les dues germanes.